# 全日本特別支援教育研究連盟
全日本特別支援教育研究連盟（ぜんにほんとくべつしえんきょういくけんきゅうれんめい・略称全特連）は、
「特別な教育的支援を必要とする、知的障害等発達障害のある幼児・児童生徒の教育の発展と、実践研究の推進に寄与することを目的とする」（規約第2条）団体である。

## 歴代理事長
- 1953年　-　1984年・三木安正[1]
- 1984年　-　1995年・山口薫[1]
- 1995年　-　2007年9月・小出進[1]
- 2007年10月 - 2019年4月・松矢勝宏[1]
- 2019年5月 - 明官茂[1]